# Isla Wörth
La isla Wörth (en alemán: Insel Wörth) es una isla fluvial del país europeo de Austria ubicada específicamente en el río Danubio. Posee 770 metros de largo por 295 metros de ancho y una superficie estimada de 0,135 km², actualmente se encuentra deshabitada. Administrativamente depende del estado llamado Baja Austria (Niederösterreich), La isla tiene una vegetación muy boscosa. En ella hay tres pequeños estanques con una superficie total de 0,7 hectáreas (0,4 hectáreas en el norte, 0,2 hectáreas en el oriente, y 0,1 hectáreas en el sur).